# 1900年夏季奥林匹克运动会奖牌榜
1900年夏季奥林匹克运动会於1900年5月14日至10月28日在法國巴黎舉行，作為1900年世界博覽會的一部分。
在這次奧運會上，共有來自25個國家的1226名運動員參加了19種運動的95個比賽項目，女性在奧運會上首次參與比賽。在25個參賽國家中，有20個獲得獎牌，此外混合團隊（即由多個國家的運動員組成的團隊）也贏得19枚獎牌。主辦國法國的參賽運動員數量超過總數的72%（997名運動員中的720名）；鑒於此美國在奧運會成績上表現突出，以75名運動員贏得第二多的金牌（19枚）、銀牌（14枚）和銅牌（15枚）。
在早期奧運會上，由於當時各國奧委會並沒有以「國家隊」概念出現，因此多個團體項目由多個國家的運動員參加。國際奧委會追溯性以「混合隊」這個名稱（國家代碼為 ZZX）代表以個人名義參賽運動員組成的隊伍。在1900年奧運會中，以「混合隊」名義參賽的運動員在田徑、板球、足球、馬球、賽艇、橄欖球、帆船、網球、拔河和水球項目中贏得獎牌。
1900年奧運會在獎牌設計方面獨樹一幟，是唯一一屆使用長方形獎牌的奧運會，由弗雷德里克·弗農（Frédérique Vernon）設計。金鍍銀獎牌頒發給射擊、救生、賽車比賽和體操冠軍；而射擊、划船、帆船、網球、體操、重劍、擊劍、馬術和田徑比賽亞軍獲得銀獎牌；體操、消防和射擊比賽的季軍獲得銅獎牌。然而在許多運動項目中並未頒發獎牌，大多是頒發杯狀獎品和類似的獎盃。為了使早期奧運會與現行獎項保持一致，國際奧委會事後為所有獲得第一、第二和第三名的選手補獲金牌、銀牌和銅牌。

## 獎牌榜
以下為基於國際奧委會列出1900年夏季奧林匹克運動會獎牌榜，基於國際奧委會的獎牌數。請注意，直到2021年7月，國際奧委會從未決定哪些比賽是「奧運會」比賽。 
  主辦國

  獲得首枚獎牌
| 排名 | 国家／地区      | 金牌 | 银牌 | 铜牌 | 總數 |
| ---- | --------------- | ---- | ---- | ---- | ---- |
| 1    | 法国（FRA）     | 26   | 41   | 34   | 101  |
| 2    | 美国（USA）     | 19   | 14   | 14   | 47   |
| 3    | 英国（GBR）     | 15   | 6    | 9    | 30   |
| 4    | 混合（ZZX）     | 6    | 3    | 3    | 12   |
| 5    | 瑞士（SUI）     | 6    | 2    | 1    | 9    |
| 6    | 比利时（BEL）   | 5    | 5    | 5    | 15   |
| 7    | 德国（GER）     | 4    | 2    | 2    | 8    |
| 8    | 意大利（ITA）   | 2    | 1    | 0    | 3    |
| 9    | （AUS）         | 2    | 0    | 3    | 5    |
| 10   | 丹麦（DEN）     | 1    | 3    | 2    | 6    |
| 10   | 匈牙利（HUN）   | 1    | 3    | 2    | 6    |
| 12   | 古巴（CUB）     | 1    | 1    | 0    | 2    |
| 13   | 加拿大（CAN）   | 1    | 0    | 1    | 2    |
| 14   | 西班牙（ESP）   | 1    | 0    | 0    | 1    |
| 15   | 奥地利（AUT）   | 0    | 3    | 3    | 6    |
| 16   | 挪威（NOR）     | 0    | 2    | 3    | 5    |
| 17   | 印度（IND）     | 0    | 2    | 0    | 2    |
| 18   | 荷兰（NED）     | 0    | 1    | 3    | 4    |
| 19   | 波希米亚（BOH） | 0    | 1    | 1    | 2    |
| 20   | 墨西哥（MEX）   | 0    | 0    | 1    | 1    |
| 20   | 瑞典（SWE）     | 0    | 0    | 1    | 1    |
| 合計 | 合計            | 90   | 90   | 88   | 268  |

（以颜色标记的是奥运会举办国，最多奖牌数以粗体显示）
*此排名以参赛国家或地区获得的金牌数量为排名顺序依据，金牌之后依次以银牌，铜牌的获得数为排名顺序依据。如有多于一个以上的国家或地区所获同类奖牌数目相同，则依照这些国家或地区的英文名称字母顺序在同一名次内进行排名。